# America Football Club
|  | Aquest article tracta sobre el club de futbol de la ciutat de Rio de Janeiro . Vegeu-ne altres significats a «América Futebol Clube». |

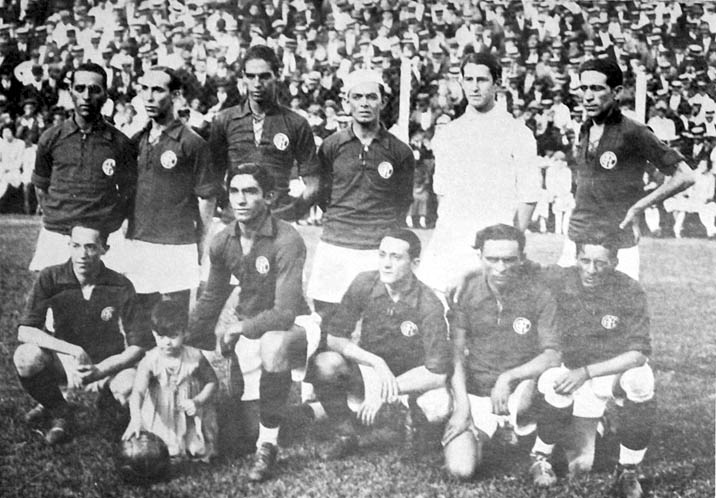
America FC, 1929.

L'America Football Club és un club de futbol brasiler de la ciutat de Rio de Janeiro a l'estat de Rio de Janeiro.

## Història
El 18 de setembre de 1904, Alberto Koltzbucher, Alfredo Guilherme Koehler, Alfredo Mohrsted, Gustavo Bruno Mohrsted, Henrique Mohrsted, Jayme Faria Machado i Oswaldo Mohrsted fundaren l'America Football Club. L'any 1905, juntament amb els clubs Bangu, Botafogo, Petrópolis, Fluminense i Futebol Atlético Clube fundà la Liga de Football do Rio de Janeiro, primera federació futbolística de Rio de Janeiro. El 1913 guanyà el Campionat Carioca per primer cop. El 1971 el club disputà la primera Lliga brasilera de futbol, acabant en 11a posició.

## Palmarès
- Torneio dos Campeões (1):
  - 1982
- Taça Ioduran (Rio-São Paulo) (1):
  - 1917
- Campionat carioca (7):
  - 1913, 1916, 1922, 1928, 1931, 1935, 1960
- Taça Guanabara (1):
  - 1974
- Taça Rio (1):
  - 1982
- Torneio Extra(1):
  - 1938
- Torneio Extra Carlos Martins da Rocha (1):
  - 1952
- 3a fase del Campionat Carioca (1):
  - 1955
- Torneio Ary Barroso (1):
  - 1965
- Torneio Jayme de Carvalho (1):
  - 1976

## Futbolistes destacats
- Alex Kamianecky
- Aymoré Moreira
- Belfort Duarte
- Bráulio
- Danilo Alvim
- Djalma Dias
- Edu
- Ivo Wortman
- Jorginho
- Luisinho
- Robert da Silva Almeida